# Cerynea sumatrana
Cerynea sumatrana là một loài bướm đêm trong họ Erebidae.